# Peggy Puts It Over
Peggy Puts It Over er en amerikansk stumfilm fra 1921 af Gustav von Seyffertitz.

## Medvirkende
- Alice Calhoun som Peggy Conrow
- Edward Langford som Dr. David Ransome
- Leslie Stowe som Silas Tucker
- Charles Mackay som Maxfield Conrow
- Helen Lindroth som Agatha
- Cornelius MacSunday som Constable
- Dick Lee as Rusty